# Экра, Джео
Джео Кист Данни Экра (фр. Geo Kist Danni Ekra; родился 10 января 1999, Абиджан, Кот-д’Ивуар) — ивуарийский футболист, полузащитник.

## Биография
Карьеру Джео начал в родном Абиджане. В европейском футболе ивуариец дебютировал в составе молдавского «Саксана», выступающего в высшем дивизионе страны. Отыграв год в Молдове, Экра в июле 2019 перебрался в Армению, где подписал контракт с армянским клубом «Ноа» из Еревана. За полгода он принял участие в 4 матчах и покинул команду в статусе свободного агента.
Следующим клубом футболиста был «Тамбов», к которому полузащитник присоединился в феврале 2020-го. Однако за первую команду Джео ни одного матча не провел, ограничившись выступлениями за молодежный состав и в августе покинул клуб.
В 2021 году играл за донецкий «Олимпик», а затем перешёл в российский клуб «Акрон».